# Myxiops
Myxiops is een monotypisch geslacht van straalvinnige vissen uit de familie van de karperzalmen (Characidae).

## Soort
- Myxiops aphos Zanata & Akama, 2004